# Haplocochlias
Haplocochlias là một chi ốc biển, là động vật thân mềm chân bụng sống ở biển trong họ Skeneidae.

## Các loài
Các loài trong chi Haplocochlias gồm có:
- Haplocochlias cubensis Espinosa, Ortea, Fernandez-Garcés & Moro, 2007[2]
- Haplocochlias nunezi Espinosa, Ortea & Fernandez-Garces, 2004[3]
- Haplocochlias onaneyi Espinosa, Ortea & Fernandez-Garces, 2004[4]
- Haplocochlias ortizi Espinosa, Ortea & Fernandez-Garces, 2004[5]
- Haplocochlias risoneideneryae de Barros et al., 2002[6]
- Haplocochlias risonideneryae De Barros, dos Santos F.N., Santos, Cabral & Acioli, 2002[7]
- Haplocochlias swifti Vanatta, 1913[8]
- Haplocochlias williami de Barros et al., 2002[9]